# Geertruida Wijsmuller-Meijer
Truus Wijsmuller, Tante Truus
Pour les articles homonymes, voir Wijsmuller et Meijer.
Geertruida Wijsmuller-Meijer, née le 21 avril 1896 à Alkmaar, morte le 30 août 1978 à Amsterdam, est une résistante néerlandaise qui a sauvé un grand nombre d'enfants et adultes juifs avant et pendant la Seconde Guerre mondiale. 
Avec d'autres personnes ayant participé au transport d'enfants, elle a sauvé la vie de plus de 10 000 enfants juifs fuyant l'antisémitisme, notamment en organisant des convois emmenant les enfants par train ou bateau vers des pays plus sûrs. Elle est reconnue comme Juste parmi les Nations par le Yad Vashem.

## Biographie

### Jeunesse, études
Geertruida Meijer, appelée « Truus » dans sa famille, est née en 1896 dans la ville d'Alkmaar. Elle est l'aînée des enfants de Jacob Meijer, employé dans une pharmacie, et de Hendrika Boer, couturière. Elle fréquente pendant deux ans l'École de commerce, sans succès ; ses professeurs la décrivent d'abord comme un « cas désespéré », « même si elle est diligente », puis sa situation s'améliore progressivement. En 1913, la famille déménage à Amsterdam. Ses parents lui apprennent à prendre la défense des autres et, après la Première Guerre mondiale, lui donnent l'exemple en aidant les personnes sans ressources et en recueillant un jeune autrichien sans-abri.

### Début de carrière et bénévolat social
L'année suivante, elle obtient son premier emploi, dans une banque. Elle y rencontre son futur mari, le banquier J.F. (Joop) Wijsmuller. Ils se marient en 1922, puis s'installent sur le Nassaukade. Après son mariage, Geertruida Wijsmuller arrête de travailler. Quand il s'avère qu'ils n'auront pas d'enfants, elle s'investit dans le travail social. Son mari la soutient dans ses œuvres. À partir de 1933, ils sont aidés par une gouvernante, Cietje Hackmann, qui gère la maison et s'occupe des enfants accueillis pendant les absences de Geertruida Wijsmuller.
Geertruida Wijsmuller occupe plusieurs postes bénévoles d'assistante sociale. Elle est ainsi coordonnatrice d'une association d'aide à domicile et administratrice d'une garderie pour les enfants de femmes actives. À partir de 1939, elle participe au conseil d'administration de Beatrix-Oord, un sanatorium d'Amsterdam, qu'elle fera plus tard transformer en hôpital général. Elle fait partie de l'association Vereeniging voor Vrouwenbelangen en Gelijk Staatsburgerschap (« Association pour les intérêts des femmes et pour l'égalité de citoyenneté »), et elle en rencontre la présidente Mies Boissevain-van Lennep, qui deviendra elle aussi résistante.
En plus de cela, Geertruida Wijsmuller se présente aux élections du conseil municipal d'Amsterdam en 1935, en sixième position sur la liste des candidats libéraux. En raison des menaces de guerre, elle fonde en 1938 le Korps Vrouwelijke Vrijwilligers (KVV, « Corps des volontaires féminines »), qu'elle dirige depuis son domicile. Elle bénéficie rapidement d'un vaste réseau de correspondants.

### Premiers sauvetages
À partir de 1933, Geertruida Wijsmuller se rend régulièrement en Allemagne pour y chercher des membres des familles juives qu'elle connaît et les amener en sécurité aux Pays-Bas, et continue à le faire pendant de nombreuses années. Après la Nuit de Cristal en 1938, elle est informée d'une rumeur signalant que des enfants juifs errent sans surveillance dans les bois ; elle part à la frontière germano-néerlandaise pour voir ce qui s'y passe, rencontre un garçon polonais parlant yiddish, lui fait passer clandestinement la frontière sous ses jupes et l'emmène à Amsterdam.
Elle retourne en Allemagne le 17 novembre 1938 pour emmener un premier groupe de six enfants, en les accompagnant de la salle d'attente du consulat néerlandais jusqu'au train. Les douaniers allemands voulurent les faire sortir du train ; mais Geertruida Wijsmuller ayant remarqué que la princesse Juliana est à proximité, elle dit aux enfants de se recoiffer pour les présenter tous les six à la princesse, ce qui fait renoncer les douaniers n'osant plus intervenir.

### Rencontre avec Eichmann, décembre 1938
Le gouvernement britannique décide en novembre 1938 d'autoriser les enfants juifs de moins de 17 ans en provenance des pays nazis à entrer au Royaume-Uni pour un séjour temporaire. Diverses organisations commencent à œuvrer ensemble au sein du Mouvement des enfants réfugiés (RCM) pour prendre soin de ces enfants.
Geertruide Wijsmuller reçoit le 2 décembre la demande de se rendre au Comité néerlandais des enfants nouvellement créé à Amsterdam. Lors de cette visite, elle rencontre l'Anglais Norman Bentwich, qui lui demande d'aller à Vienne pour rencontrer un certain Dr Eichner, qu'ils croyaient être le nom d'Adolf Eichmann. Elle part le même jour pour Vienne.
Adolf Eichmann est alors le responsable nazi de l'émigration forcée des Juifs. On pensait que Geertruide Wijsmuller, en tant que femme non juive, pourrait obtenir la permission des nazis pour que les enfants se rendent en Grande-Bretagne. Eichmann s'emporta contre elle, mais elle resta imperturbable. Elle lui dit pourquoi elle était venue. « Incroyable, si purement aryenne et si folle ! », dit Eichmann. Il répond en lui permettant de faire le voyage avec 600 enfants, à condition que ce soit le samedi suivant, le jour du sabbat, seulement cinq jours après, une date rapprochée qu'il ne pensait pas qu'elle pourrait respecter.
Elle réserve d'abord à la gare les trains nécessaires. Ensuite, les parents, les organisations juives et Geertruide Wijsmuller réussissent à faire quitter Vienne à 600 enfants le 10 décembre. Le trajet de Vienne à Hoek van Holland dure environ 30 heures. Cent des enfants sont hébergés aux Pays-Bas, et 500 autres sont emmenés en Grande-Bretagne. En Angleterre, Geertruide Wijsmuller prend contact avec Lola Hahn-Warburg, présidente du RCM, qui lui dit avec étonnement : « mais vous n'avez été envoyée que pour parler ? » lorsque Geertruide Wijsmuller arrive avec les 600 enfants. Elle contacte aussi d'autres personnes. Aux Pays-Bas, elle coopère avec l'assistante sociale Gertrude van Tijn du Comité pour les réfugiés juifs, avec Mies Boissevain-van Lennep et avec d'autres interlocuteurs.
Les actions énergiques de Geertruide Wijsmullers sont motivées par ses souvenirs de Vienne, où elle a vu les Juifs maltraités de façon dégradante. Mais aux Pays-Bas, personne n'avait voulu croire ce qu'elle avait vu.

### Transports d'enfants, décembre 1938-septembre 1939
Jusqu'au déclenchement de la Seconde Guerre mondiale le 1er septembre 1939, Geertruide Wijsmuller continue à organiser des transports d'enfants jusqu'à 17 ans, en partant de l'Allemagne nazie et des territoires annexés, pour les emmener surtout en Grande-Bretagne, mais aussi vers les Pays-Bas, la Belgique et la France. Les trains du sud-est arrivent via Emmerich les mardis et mercredis ; les trains du nord-est passent par Bentheim le jeudi.
Après le premier grand voyage, les transports suivants s'organisent de façon plus structurée, avec un maximum de 150 enfants par voyage. Plusieurs fois par semaine, Geertruide Wijsmuller part en Allemagne et dans les territoires occupés par les nazis pour récupérer des enfants et préparer sur place les opérations avec les autres participants.
Les enfants sont autorisés à emporter une valise et 10 marks allemands mais aucune photo ni objet de valeur. La plupart du temps, sans que ce soit toujours permis, des accompagnateurs juifs peuvent voyager avec les enfants jusqu'à la frontière britannique, à condition que ces accompagnateurs reviennent tous, sinon les transports auraient pris fin.
C'est une opération exceptionnelle menée avec la collaboration de parents, d'accompagnateurs et d'associations de bénévoles dans de nombreux pays et villes. Ce sont principalement les femmes qui s'occupent du voyage et de l'hébergement des enfants.
Geertruida Wijsmuller est convaincue de l'urgence de ces transports et donne l'impulsion à ces évacuations, surnommées « Kindertransporte ». Elle entretient des contacts avec l'ensemble des acteurs impliqués dans plusieurs pays, les principaux comités étant à Vienne, à Hambourg, à Francfort et à Berlin, ainsi qu'à partir de mars 1939 à Prague et à Dantzig. Les compagnies ferroviaires et maritimes sont également impliquées.
Elle emporte toujours dans son sac à main une brosse à dents, du savon et une serviette, pour être toujours prête à un nouveau voyage. Elle s'occupe des documents officiels lors des voyages. Elle fait en sorte que la police des frontières et les contrôles douaniers soient effectués autant que possible avant la frontière, et sous sa direction ou celle de l'une des autres bénévoles néerlandaises, pour éviter les retards.
Le 24 août 1939, elle est accueillie à la frontière par une délégation de la Gestapo avec fanfare. Elle est obligée de célébrer avec eux son cinquantième franchissement de la frontière à Bentheim.
Selon Geertruida Wijsmuller, le succès de l'opération est surtout dû aux comités juifs de Vienne, Francfort, Hambourg, Berlin et Breslau, et ensuite de Prague, Dantzig et Riga. C'est un miracle de maîtrise de soi à ses yeux, car elle se rend compte combien les gens devaient avoir peur d'envoyer leurs enfants dans d'autres pays.
D'autres personnes ont organisé des transports similaires, comme Nicholas Winton et Recha Freier. Au total, 10 000 enfants jusqu'à 17 ans ont été sauvés d'une mort certaine en étant transportés par la route à travers les Pays-Bas vers la Grande-Bretagne. Environ 1 800 enfants réfugiés de pays nazis sont restés aux Pays-Bas.
Le déclenchement de la guerre entre la Grande-Bretagne et l'Allemagne en septembre 1939 interrompt ces transports, les frontières avec le Royaume-Uni étant fermées.

### Hébergement des enfants dans laBurgerweeshuis, mars 1939
Geertuide Wijsmuller devient en mars 1939 membre du conseil d'administration de l'orphelinat d'Amsterdam Burgerweeshuis (aujourd'hui le musée d'Amsterdam), qui commence à accueillir les enfants réfugiés. Elle et son mari s'impliquent beaucoup pour ces enfants qui arrivent en petits groupes pour passer la nuit chez eux. Joop Wijsmuller les emmène faire des sorties, par exemple à Artis, le zoo d'Amsterdam. Les enfants appellent Geertruide Wijsmuller « tante Truus ».

### Navires de réfugiés, juin-juillet 1939
Des négociations internationales ont lieu à Anvers en juin 1939 entre pays européens au sujet de la répartition de près d'un millier de réfugiés juifs à bord du paquebot Saint Louis, dont le débarquement a été refusé à Cuba, aux États-Unis et au Canada. Geertruida Wijsmuller participe aux négociations comme membre de la délégation néerlandaise, elle monte à bord du navire et accueille 181 réfugiés aux Pays-Bas. Le mois suivant, elle participe au départ d'enfants à bord du cargo Dora qui accoste en Palestine alors sous mandat britannique, avec ses 450 réfugiés.

### Derniers voyages à partir de la frontière allemande, septembre-décembre 1939
La mobilisation pour la guerre perturbe fortement le trafic ferroviaire ; la frontière de Bentheim en Allemagne est fermée. Geertruida Wijsmuller apprend le 31 août 1939 qu'un groupe d'enfants de la Youth Aliyah est bloqué à Clèves. Elle prépare alors les documents de voyage, récupère les enfants et les emmène dans des bus jusqu'au bateau à Hoek van Holland.
Elle reçoit le 1er septembre un appel téléphonique d'Allemagne, l'informant que des garçons orthodoxes sont bloqués en gare de Clèves. Les chemins de fer néerlandais organisent pour elle un train composé de wagons-restaurants. À la gare de Clèves, elle trouve aussi un groupe de 300 hommes orthodoxes de Galicie. Elle dit aux Allemands qu'« après tout, ce sont aussi des garçons » et elle obtient pour eux aussi la permission de partir. C'est le dernier groupe à quitter le territoire nazi, ils partent pour l'Angleterre via Flessingue.
En novembre et décembre 1939, elle rassemble légalement des réfugiés juifs à Bentheim, venant de Vienne et d'ailleurs, ayant des papiers pour l'Amérique. Ils partent de Rotterdam avec la Holland America Line.

### Voyages en Angleterre et dans le Sud de la France, septembre 1939-mai 1940
De septembre 1939 à mai 1940, Geertuida Wijsmuller aide des enfants et des adultes juifs bloqués aux Pays-Bas, en Belgique, au Danemark et en Suède. Elle les accompagne et voyage avec eux jusqu'en Angleterre et dans des régions faiblement peuplées de la France et de l'Espagne. Au Danemark, elle organise un avion et de l'essence pour emmener les réfugiés. Elle accompagne les réfugiés pour prendre l'avion jusqu'à Amsterdam puis vers l'Angleterre, et en train jusqu'à Marseille. Pour chaque voyage, elle établit les documents nécessaires, difficiles à obtenir.
Geertruida Wijsmuller est décrite comme une organisatrice de voyages née,,, capable de rassurer les réfugiés et de dénicher tous les enfants talentueux à bord pour chanter, pour des récitations et pour de petits spectacles pendant le long voyage en train. De Marseille, les réfugiés partent en bateau pour essayer d'atteindre la Palestine, alors sous mandat britannique.
En novembre 1939, Geertruida Wijsmuller est arrêtée et malmenée par les Français à Marseille, la soupçonnant d'être une espionne allemande très recherchée, appelée « Erika ». Elle est relâchée faute de preuves.

### Les enfants de l'orphelinatBurgerweeshuis
Le 10 mai 1940, Geertruida Wijsmuller se trouve à Paris pour emmener un enfant lorsqu'elle apprend l'invasion des Pays-Bas par l'Allemagne. Dans les trois jours qui suivent, elle retourne à Amsterdam où elle est immédiatement arrêtée et interrogée par la police néerlandaise, soupçonnée d'espionnage. Après sa libération, elle se rend à l'orphelinat Burgerweeshuis pour voir les enfants. Le commandant de la garnison locale lui transmet une demande de Londres pour organiser le voyage aussi rapide que possible des enfants juifs de l'orphelinat jusqu'à la ville côtière d'IJmuiden pour qu'ils puissent prendre à temps un bateau pour l'Angleterre.
Geertruida Wijsmuller emmène alors autant d'enfants qu'elle peut, amenant un total de 74 enfants au tout dernier bateau à quitter le port, le SS Bodegraven. Quelques minutes plus tard, le gouvernement néerlandais se rend. Le Bodegraven navigue vers l'Angleterre, mais en raison de la nationalité allemande des enfants, ils ne sont d'abord pas autorisés à débarquer. Finalement, le navire peut accoster le 19 mai à Liverpool.
Ces enfants passent ensuite la guerre dans des familles d'accueil et dans diverses institutions en Angleterre. Geertruida Wijsmuller décide de rester aux Pays-Bas. Elle veut être avec son mari et se rend compte en plus de tout le travail qu'elle peut y faire.

### Mai 1940-1943, aide accrue en période de guerre
Après la capitulation des Pays-Bas, Geertruida Wijsmuller part à Bruxelles où elle consulte la Croix-Rouge belge et le Comité belge des enfants. Elle prend aussi contact à Paris avec la Croix-Rouge française et avec l'Œuvre de secours aux Enfants (OSE), association juive d'aide à l'enfance. Pendant cette période, Geertruida Wijsmuller se consacre à réunir les familles. Elle emmène les enfants chez leurs parents qui s'étaient enfuis en Belgique et en France. Au retour, elle remmène avec elle des enfants dont les parents sont restés aux Pays-Bas. Elle emmène parfois des enfants chez leurs parents en Allemagne. Elle place les nouveau-nés de femmes juives dans des familles sûres, peu de temps après la naissance. À Bruxelles, elle contacte Benno M. Nijkerk, homme d'affaires néerlando-belge. Ils conviennent d'emmener autant d'enfants que possible vers le sud, légalement ou illégalement.
Benno M. Nijkerk fait fabriquer de fausses cartes d'identité à Bruxelles. Il était le trésorier du « Comité de Défense des Juifs », un groupe de résistance juive belge. Plus tard, il devient membre de « Dutch-Paris », un réseau clandestin de la résistance hollandaise, belge et française. Il fait passer en contrebande de fausses cartes d'identité, avec des informations sur les possibilités d'évacuation vers la Hollande. Il continue cette activité au moins jusqu'en 1943.
En juin 1943, Geertruida Wijsmuller effectue son dernier trajet avec des enfants juifs vers la frontière espagnole.

### Aide à la Croix-Rouge d'Amsterdam en France, jusqu'en mars 1941
Avec la Croix-Rouge d'Amsterdam, Geertruida Wijsmuller transporte de la nourriture et des médicaments jusqu'aux camps d'internement de Gurs et de Saint-Cyprien dans le Sud de la France. Le financement est en partie assuré par elle-même. Elle a obtenu les permis de voyage et de passage allemands requis par Amsterdam et la Croix-Rouge belge. Elle emmène autant d'enfants juifs que possible et les fait passer clandestinement en France ou en Espagne. Cette aide se termine en février 1941, lorsque la Croix-Rouge néerlandaise met fin à ses autorisations de voyage après des critiques de Geerrtruida Wijsmuller à propos de leur représentant à Paris.

### Voyages vers l'Espagne de fin 1941 à juin 1942
De mai 1941 à juin 1942, Geertruida Wijsmuller s'implique auprès des réfugiés pour l'agence Hoymans & Schuurman et d'autres parties prenantes. À la demande des SS, Geertruida Wijsmuller sert de liaison entre les SS, les juifs hollandais et l'agence. Elle accompagne des groupes ayant encore l'autorisation des nazis – moyennant finance – pour quitter l'Europe via l'Espagne et le Portugal. La condition de la coopération de Geertruida Wijsmullers est que les enfants juifs puissent voyager gratuitement. Elle aide alors à mettre environ 150 personnes en sécurité. Les voyages en Espagne se sont poursuivis après mai 1942. Grâce aux efforts de plusieurs personnes impliquées, un total de 341 personnes ont ainsi échappé aux nazis.

### Contacts avec les nazis
Avec les nazis, Geertruida Wijsmuller a des contacts à tous les niveaux de la hiérarchie. Elle les utilise quand elle veut obtenir quelque chose d'eux. Par exemple, elle a obtenu des documents de voyage permettant aux enfants juifs de quitter le pays, grâce à un employé de la Gestapo  qui croyait que les enfants étaient avec leurs parents, et qui l'avait connue lorsqu'il était fonctionnaire aux frontières lors du "Kindertransport".
En mai 1941, le SS Rajakowitsch l'appela à La Haye. Elle devait écrire ce qu'elle faisait et arrêter son aide. Sinon, ce serait terminé pour elle. Geertruida Wijsmuller a feint son ignorance, et de ne pas comprendre la gravité de la situation.
Geertruida Wijsmuller a plus tard remercié des officiers allemands pour l'avoir aidée dans des situations difficiles.

### Aide aux soldats français, 1941-1942
De 1941 à juin 1942, Geertruida Wijsmuller organise l'aide aux soldats français voulant s'échapper. À la demande de Benno M. Nijkerk, elle contacte un Allemand juste de l'autre côté de la frontière néerlandaise. Elle participe à la fourniture de vêtements civils, met en place une sortie de secours et un abri à Nispen. Les soldats doivent y dire qu'ils sont de « Madame Odi », un des pseudonymes de Geertruida Wijsmuller.

### Arrestation, mai 1942
En mai 1942, Geertruida Wijsmuller est arrêtée et placée en détention dans la prison de l'Amstelveenseweg à Amsterdam. La Gestapo la soupçonne d'aider les réfugiés juifs à fuir les Pays-Bas vers la France et la Suisse. Un groupe de juifs et les gens qui les cachaient ont été arrêtés à Nispen. Geertruida Wijsmuller leur avait fourni de faux papiers d'identité et des filières d'évacuation, qu'elle avait envoyés clandestinement de Bruxelles aux Pays-Bas. Mais les réfugiés ne connaissaient que son pseudonyme « Madame Odi ». Son mari est venu plaider son innocence auprès des nazis. Geertruida Wijsmuller est libérée après quelques jours, pour manque de preuves. Elle reste cependant en contact avec Benno M. Nijkerk, mais à la fin de 1943, voyager à l'étranger devient impossible.

### 1942-1944, aide alimentaire et colis de nourriture
Depuis 1942, Geertruida Wijsmuller est aussi membre du Groupe 2000, un groupe de résistance dirigé par Jacoba van Tongeren, responsable de la Croix-Rouge, qui se concentre surtout sur l'envoi de colis de nourriture. Tous les enfants du camp de Westerbork reçoivent un colis à Noël 1943. Dans ce cadre, Geertruida Wijsmuller travaille trois jours par semaine avec d'autres dans la Nouvelle église d'Amsterdam pour préparer et envoyer des colis de nourriture. Ils les envoient d'abord aux détenus de Westerbork, et de février à septembre 1944 aux internés des camps de concentration de Bergen-Belsen et de Theresienstadt. Au total, 7 000 colis ont été envoyés nominativement. Selon les témoignages, c'est grâce à Geertruida Wijsmuller que ces envois ont pris une telle ampleur. Les gens lui apportent même chez elle de la nourriture à distribuer. Un marchand d'œufs de Landsmeer lui apporte environ 1 000 œufs de canard chaque semaine. Geertruida Wijsmuller les livre ensuite aux maisons de retraite et aux hôpitaux de la ville. Elle appelle cette œuvre son « entreprise alimentaire ».

### Les enfants de Westerbork, septembre 1944
En septembre 1944, Geertruida Wijsmuller découvre que cinquante « orphelins » (enfants juifs emmenés sans leurs parents) de Westerbork doivent être déportés. Elle avait régulièrement apporté de la nourriture à un certain nombre de ces enfants à une maison de détention à Amsterdam. Alarmée par cette nouvelle, elle se rend chez les nazis. Elle leur affirme qu'elle sait que ces enfants ne sont pas juifs, mais nés de mères néerlandaises non juives et de soldats allemands. Selon la loi, ces enfants sont néerlandais. Pour prouver son point de vue, elle montre un texte de loi néerlandais qu'elle avait elle-même fabriqué. Elle insiste sur un « traitement spécial » pour ces enfants. Les enfants sont emmenés au camp de Theresienstadt, mais ils y restent en groupe et en sont revenus après la guerre.

### 1944-1945, famine alimentaire
La famine de 1944 aux Pays-Bas devient un problème vital dans les villes néerlandaises. Lorsqu'il n'est plus possible d'envoyer des colis de nourriture dans les camps, Geertruida Wijsmuller, comme membre d'un groupe interconfessionnel, organise l'évacuation de 6 649 enfants affamés d'Amsterdam à travers l'IJsselmeer vers la campagne. Les enfants peuvent alors s'y rétablir et récupérer.
Le 7 avril 1945, la police d'Amsterdam informe Geertruida Wijsmuller que 120 soldats alliés sont détenus dans un monastère à Aalsmeer, et qu'ils vont mal. Voulant les aider, Wijsmuller se rend en bicyclette à Aalsmeer, la première fois avec des médicaments, et réussit à y entrer. Elle menace les Allemands, leur disant qu'ils pourraient être inculpés après la guerre. Immédiatement après la capitulation de l'Allemagne, Geertruida Wijsmuller chercha le contact avec les Allemands à Utrecht, qui la connaissaient par son surnom « die verrückte Frau Wijsmuller », (« la folle Mme Wijsmuller ») en raison de son aide aux Juifs. Ils en ont référé aux Canadiens à Hilversum, qui ont envoyé des voitures, et Geertruida Wijsmuller leur confia les soldats.

### Après la Seconde Guerre mondiale

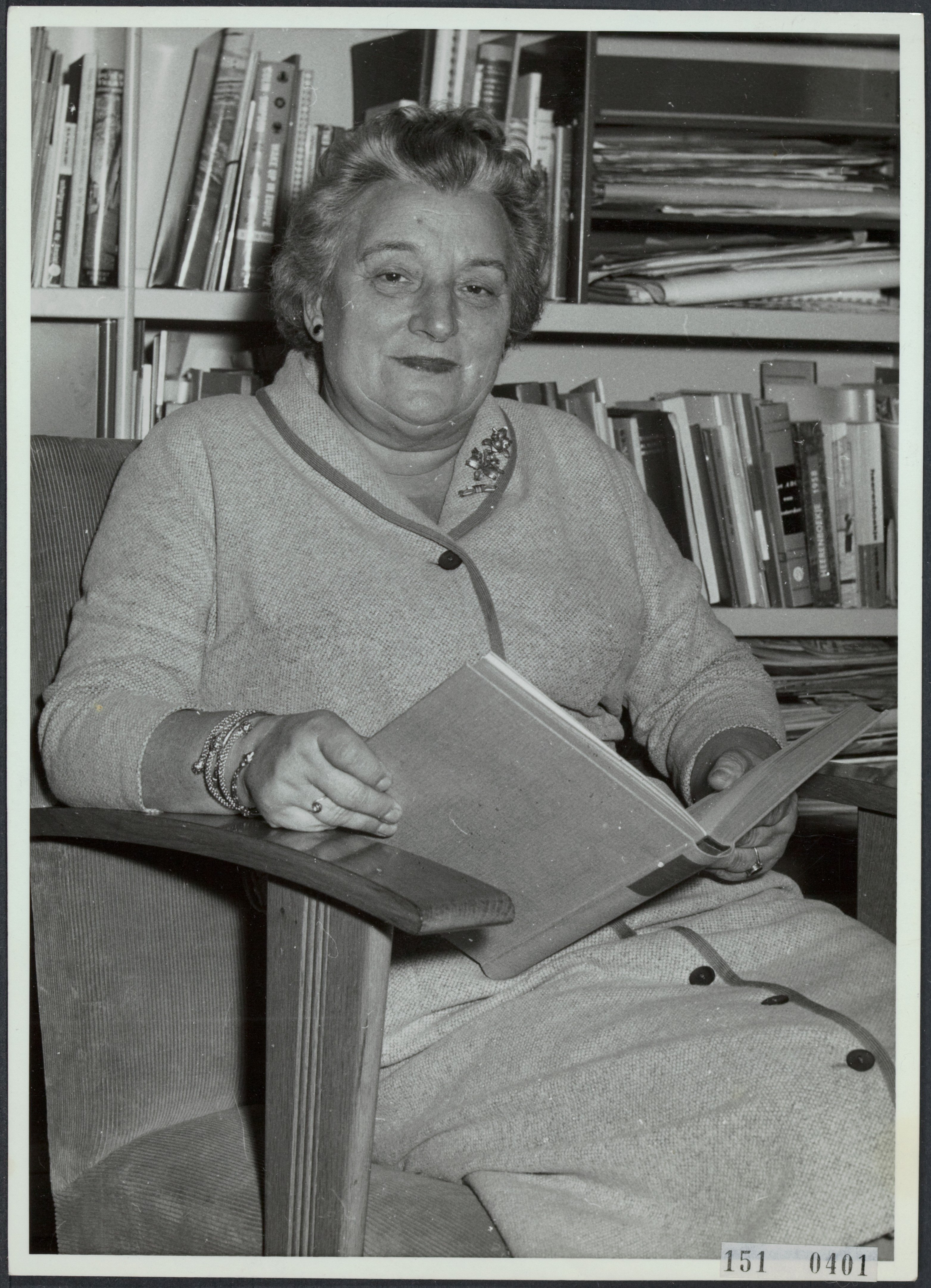
Geertruida Wijsmuller après la Seconde Guerre mondiale.

Après la guerre, Geertruida Wijsmuller retrouve les enfants déplacés en Allemagne, en tant que membre numéro 1 du KVV et comme envoyée de l'UNRRA, un des organismes précurseurs de l'ONU. Elle continue en organisant des voyages en Angleterre, en Suisse et au Danemark d'enfants sous-alimentés originaires des Pays-Bas. De 1945 à 1966, elle est membre du conseil municipal d'Amsterdam pour le Parti populaire pour la liberté et la démocratie (VVD). Elle s'implique dans le travail social et dans de nombreux projets sociaux aux Pays-Bas et à l'étranger.
Elle siège dans une douzaine de conseils et comités. Elle participe notamment à la création de lieux de travail pour personnes handicapées à Amsterdam et à la fondation d'un hôpital au Suriname. Elle est cofondatrice et membre du conseil d'administration de la Maison Anne Frank. La plupart des enfants juifs ont découvert que leurs parents n'avaient pas survécu à la Shoah, mais certains retrouvent leur famille. Jusqu'à sa mort, Geertruida Wijsmuller reste en contact avec les enfants qu'elle a sauvés, d'Enkhuizen à l'Angleterre et en Israël.
Son mari Joop Wijsmuller meurt le 31 décembre 1964. Elle vit avec sa gouvernante Cietje Hackman, et meurt le 30 août 1978. Elle a fait don de son corps pour la recherche scientifique. Elle est décrite après sa mort comme mère de 1001 enfants, qui s'est donnée la tâche de sauver les enfants juifs.

## Témoignages sur Geertruida Wijsmuller
Geertruida Wijsmuller est décrite, et commémorée,, comme une personnalité impressionnante, chaleureuse et énergique, avec une voix puissante. Résolue et pragmatique, elle montre une grande générosité pour les enfants. Très effrontée et audacieuse mais jamais grossière, elle sait convaincre voire submerger par son audace. Elle sait improviser dans les situations délicates et négocier ou soudoyer si nécessaire. Elle a un réel talent pour le réseautage et l'organisation, mais elle préfère travailler seule, de façon indépendante, car elle considère que c'est plus sûr. Geertruida Wijsmuller n'a jamais accepté de rémunération pour son travail. Pour la coordination des actions, elle privilégie les contacts personnels.
Pendant toute la guerre, elle ne cesse de se rendre là où sa présence et son action sont nécessaires.
Après la guerre, elle continue à être considérée comme une femme entêtée et dominante, et, avec le recul, comme une aventurière. À Amsterdam, elle est surnommée à la fois « tante Truus » et « rouleau compresseur ».

## Hommages
- Une sculpture représentant Geertruida Wijsmuller-Meijer est réalisée par Herman Diederik Janzen (nl), et inaugurée en 1965 dans le sanatorium Beatrixoord à Amsterdam. Le socle de cette statue comporte l'inscription : « G. Wijsmuller-Meijer, membre du conseil municipal d'Amsterdam 1945-1966. Bellatrix, Vigilans, Béatrix ». Lorsque le sanatorium Beatrixoord est fermé, la statue se retrouve chez Geertruida Wijsmuller. Après sa mort en 1978, elle est réinstallée sur la Bachplein à Amsterdam. Une plaque y mentionne : « Mère de 1001 enfants, qui a fait du sauvetage des enfants juifs l'œuvre de sa vie ». En 2019, une nouvelle plaque est ajoutée avec des informations sur son travail de sauvetage avant et pendant la guerre et les médailles qu'elle a reçues[41].
- Le 30 novembre 2011, un monument à Hoek van Holland est inauguré par le maire Ahmed Aboutaleb, commémorant les 10 000 enfants juifs partis de là pour l'Angleterre. Ce monument est conçu par Frank Meisler, l'un des enfants des transports, qui a également réalisé quatre autres monuments situés à Gdańsk (2009), Berlin (2008), Londres (2006) et Hambourg (2015).
- Des rues portent son nom à Amsterdam, Gouda, Leyde, Pijnacker, Coevorden et Alkmaar. À Leyde, un tunnel porte son nom.
- À Amsterdam, le pont numéro 793 (Truus Wijsmullerbrug (nl)) porte son nom[42].
- L'astéroïde numéro 15296 porte le nom de « Tante Truus » : (15296) Tantetruus, Auntie Truus.
- Le 8 mars 2020 est sorti Truus' Children, un documentaire de Pamela Sturhoofd et Jessica van Tijn de Special Eyes. C'est une ode à Wijsmuller, avec des interviews de plus de vingt enfants qu'elle a sauvés 80 ans auparavant.

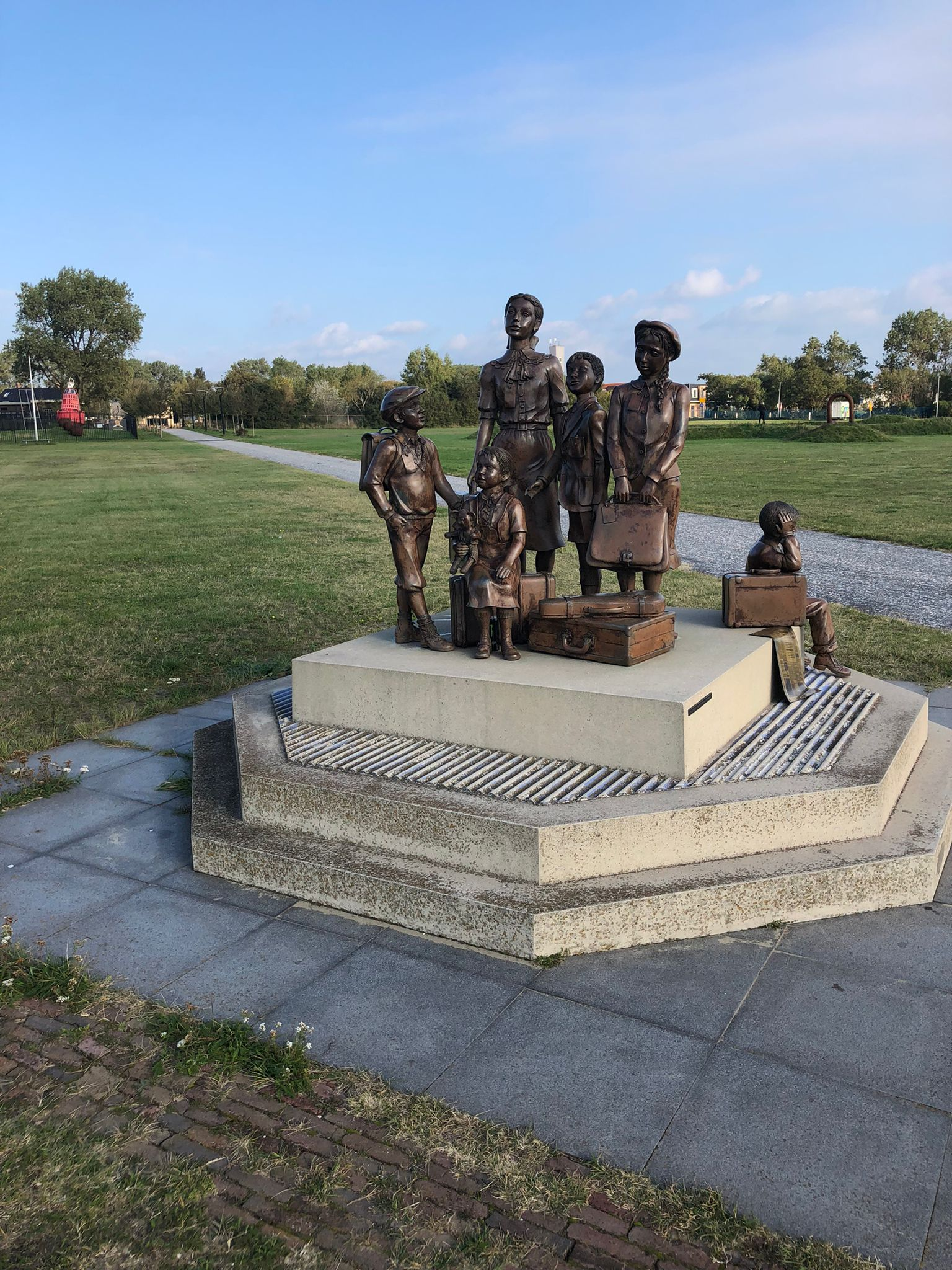
Hoek van Holland, monument Kindertransporten.

- Hoek van Holland, monument Kindertransporten. Une statue de Truus Wijsmuller et des "1001 enfants" qu'elle a contribué à sauver est inaugurée le 1er juillet dans sa ville natale d'Alkmaar. L'hommage est dû à l'initiative de la Société historique d'Alkmaar. La statue est réalisée par Annet Terberg-Pompe et Lea Wijnhoven.

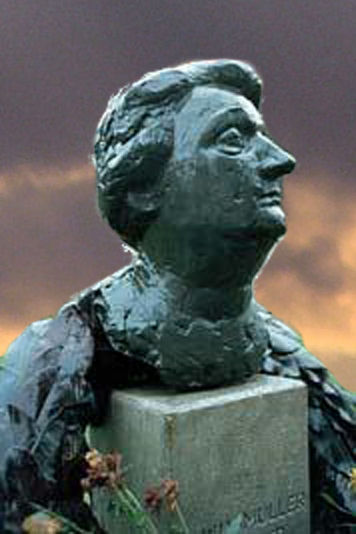
Statue Truus Wijsmuller à Amsterdam.
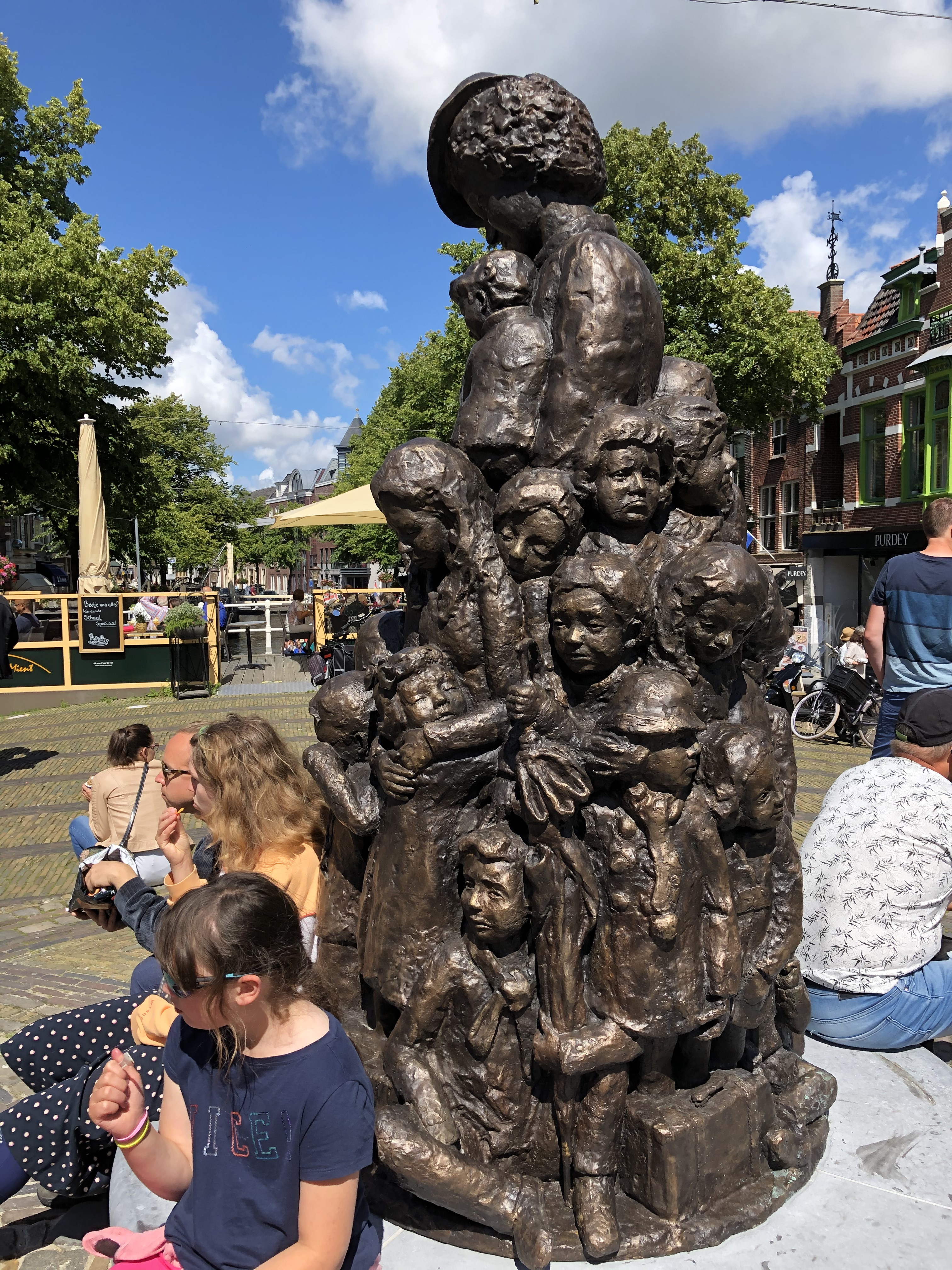
Statue de Truus Wijsmuller à Alkmaar.

## Distinctions
- Chevalier de l'ordre d'Orange-Nassau, le 21-04-1955 pour le travail social à Amsterdam,
- Médaille de la gratitude française (reconnaissance française), médaille d'argent pour l'aide aux soldats français
- Médailles de la Croix-Rouge néerlandaise et allemande
- Prix ANV-Visser-Neerlandia en 1962, pour l'aide aux enfants juifs
- Juste parmi les Nations en 1966
- Arbre Truus Wijsmuller à Yad Vashem en 1966
- Officier dans l'ordre d'Orange Nassau le 19-04-1971 en tant que trésorier du Fonds Koningin Wilhelmina
- Citoyenne d'honneur d'Amsterdam (Médaille d'argent) avril 1971, pour son travail pour la ville